# 소켓 563
소켓 563은 마이크로PGA CPU 소켓의 하나로, 저전력(16 W, 25 W TDP) Athlon XP-M 프로세서(모델 8 & 10)에 예외적으로 사용된다.
이 소켓은 보통 랩톱 컴퓨터에서 볼 수 있으며 다른 애슬론 프로세서에 쓰인 소켓 A(462핀) 패키지와는 달리 특수 563핀 µPGA 패키지에 저전력 모바일 부품을 요구한다.
소켓 563이 장착된 데스크톱 컴퓨터 메인보드가 존재한다. PCChips는 M863G Ver3라는 보드를 마케팅한 것으로 알려져 있다.

## 같이 보기
- AMD 마이크로프로세서 목록
- Athlon XP-M